# Fosfatasa ácida
La denominación fosfatasa ácida (EC 3.1.3.2) comprende un conjunto de enzimas ampliamente repartidas en el organismo (eritrocitos, suero, plaquetas, leucocitos, bazo, hígado, osteoclastos y en epitelios glandulares de próstata, mama, estómago y colon) que pertenecen a las fosfatasas, un tipo de enzima usado para liberar grupos fosfato adheridos a otras moléculas.  Se almacena en los lisosomas y funciona cuando estos se unen a los endosomas, los cuales tienen un pH ácido. De ahí que su actividad sea óptima en pH ácidos. 
La fosfatasa ácida es también llamada fosfatasa ácida púrpura debido a su característico color púrpura intenso. Que resulta de la transferencia electrónica a aproximadamente 560 nm del tirosinato al Fe3+.
La fosfatasa ácida cataliza la siguiente reacción a pH menor a 7 (idealmente de 4 a 6);
Las fosfatasas son también utilizadas por los microorganismos en el suelo para atrapar nutrientes que contienen fosfatos. Por lo que analizar la concentración de estos microorganismos nos puede dar información del grado de fosfatos en el suelo. Algunas plantas también liberan esta enzima para movilizar los fosfatos en suelos deficientes de nutrientes, sin embargo esto causa un agotamiento de los suelos que posteriormente puede conducir a la infertilidad. 

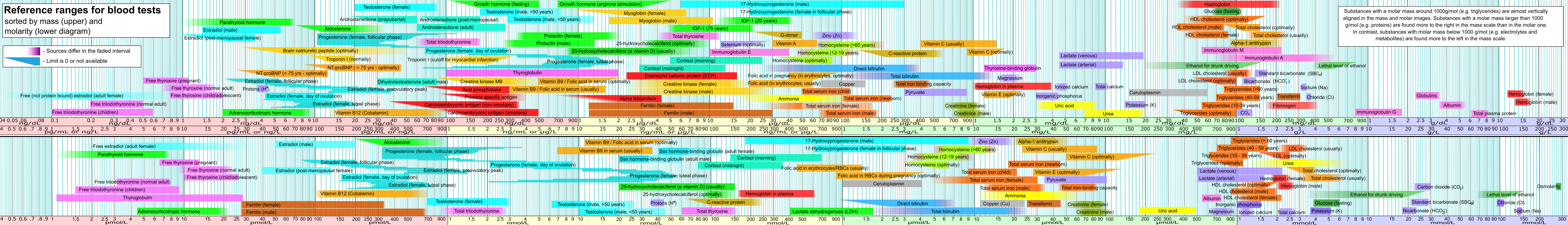
Rangos de referencia para análisis de sangre: los de la fosfatasa ácida están indicados en rojo en la parte de la izquierda.

## Estructura
La fosfatasa ácida pertenece a la familia de metalohidrasas binucleares. Se trata de una enzima heterovalente con un centro Fe3+-Zn2+ como sitio activo. La enzima se encuentra presente tanto en mamíferos como en plantas. En mamíferos la enzima es de alrededor de 35kDa A 50kDa, donde sólo son catalíticamente activas las que presentan en su centro metálico una especie REDOX Fe2/3+. Las de plantas son de alrededor de 100kDa, y tienen entre sus funciones principales la generación de especies reactivas de oxígeno con un centro metálico Fe(III)Zn(II) o Fe(III)Mn(II).
En el humano, la enzima se encuentra codificada en el cromosoma 3 en el locus q21. El mRNA codifica la proteína madura catalíticamente activa de 354 aminoácidos. 
La estructura secundaria se compone de 44% a-hélices (16 hélices; 158 residuos), 12% B-plegadas ( 10 hebras; 45 residuos) y el resto son ciclos y B-giros.

## Mecanismo
El mecanismo de reacción se presume que sucede cuando el oxoanión se enlaza de forma bidentada con los dos iones metálicos, reemplazando dos de los ligantes del solvente que se encuentran en la forma de la enzima no enlazada. Esta forma no enlazada completa su esfera de coordinación con iones hidroxilo en ambos iones metálicos para conformar arreglos octaédricos. El mecanismo por lo tanto consiste en una hidrólisis de éster, que comienza con la interacción del sustrato con el M2+, seguido de un ataque nucleofílico del Fe3+ en el fosfato.

## Uso diagnóstico
Mediante electroforesis se han identificado 5 isoenzimas de la fosfatasa ácida. La fosfatasa ácida específica de la próstata es la isoenzima 2, única presente en el semen al igual que la hallada en el suero de pacientes con carcinoma de próstata. La síntesis de esta isoenzima es andrógeno dependiente. Gracias a esto, la fosfatasa ácida es de un valor diagnóstico fundamental para el carcinoma metastásico de la próstata.
En 1935, Kutscher y Wolbergs encontraron que el tejido prostático era rico en fosfatasa con actividad óptima en pH 5.0. La observación posteriormente fue confirmada por Gutman y Sproul, quienes además notaron la presencia de esta fosfatasa en las metástasis secundarias del carcinoma prostático a columna vertebral. Esto llevó a Alexander Gutman y Ethel Gutman a analizar el suero de pacientes con adenocarcinoma prostático y pacientes sanos para analizar una correlación. Su conclusión fue la primera prueba sanguínea de carcinoma prostático en 1938.
La fosfatasa ácida prostática humana es una glicoproteína de 100kDa consistente en dos subunidades de 50 kDa cada una. 
Clásicamente la determinación de la fosfatasa ácida se basa en la hidrólisis de diferentes substratos de fosfatos orgánicos incubados con el suero del paciente a pH ácido. La liberación del grupo orgánico permitía medir la actividad enzimática. Este tipo de análisis han sido desechados por su enorme in especificidad, ya que miden la actividad enzimática de las fosfatasas ácidas de los diferentes tejidos y no sólo de la fracción prostática. Para mejorar la especificidad se han empleado substratos que son hidrolizados preferentemente por la isoenzima prostática, que aíslan la fosfatasa ácida prostática antes de medir la actividad enzimática, sin embargo los métodos químicos presentan la desventaja de tener que llevarse a cabo inmediatamente después de tomar la muestra. 
Actualmente el método de elección para la determinación de la fosfatasa ácida prostática es el radioinmunoanálisis o en su defecto el enzimoinmunoanálisis. 
Sin embargo, como herramienta de diagnóstico oportuno no es tan eficiente, pues sólo el 20% de los pacientes de carcinoma prostático A presenta niveles elevados de fosfatasa. Por lo tanto, es más empleada para la determinación del estadios y la monitorización de la respuesta al tratamiento. 
En adultos sanos, el valor determinado den tejido prostática es de 0.5 mg/gm, en semen es de alrededor de 1mg/mL; mientras que los niveles en plasma se encuentran en el rango de 1-3 ng/mL. Los valores por encima de estas referencias son considerados como relacionables a un adenocarcinoma prostático.